# Jean-Claude Ciselet
Jean-Claude Adrien Felix Ciselet (Shanghai, 26 juli 1929 - Brussel, 17 juni 2007) was een Belgisch volksvertegenwoordiger.

## Levensloop
Handelsingenieur, gediplomeerd aan de ULB, getrouwd met Denise Verheyleweghen, werd Ciselet gemeenteraadslid van Terhulpen in 1964.
In 1965 werd hij verkozen tot liberaal volksvertegenwoordiger voor het arrondissement Nijvel. Hij oefende dit mandaat uit tot in 1971.

## Publicaties
- Réflexions sur quelques aspects du chômage, Brussel, 1960
- Amortissements et fiscalité, Brussel, 1960